# Pattes de velours (film)
Pour les articles homonymes, voir Pattes de velours.
Pour plus de détails, voir Fiche technique et Distribution.
Pattes de velours (L'incantevole nemica) est un film italien de Claudio Gora réalisé en 1953.

## Synopsis
Italie, au début des années 1950, en pleine période de la guerre froide. M. Albertini, directeur d'une grande fabrique de fromages, vit dans la crainte exagérée d'une révolution communiste. Son personnel s'est mis en grève pour exiger la réintégration de deux ouvriers lincenciés. Un seul membre du personnel est présent à l'appel, le jeune comptable Roberto (Robert Lamoureux), nouveau venu dans la ville. Intrigué par le comportement de cet ouvrier zélé, Albertini le suit pour connaître son domicile et constate avec effroi qu'il loge dans les locaux du PCI (Parti communiste italien). Dans une petite pièce commune, Roberto explique à quelques ouvriers son projet d'amélioration des conditions de travail de la fromagerie, qui consiste à fleurir la cour avec des géraniums, selon un plan qu'il dessine à la craie sur un tableau. Albertini qui épie par la fenêtre sans rien entendre, interpréte le schéma du tableau comme un projet d'attentat et se convainc que son comptable est un agent soviétique infiltré. 
Apprenant les soupçons de son père, Silvia, la fille d'Albertini, lassée de ses fades soupirants, se prend soudain d'intérêt pour Roberto, qu'elle croit être un mystérieux et dangereux aventurier révolutionnaire et veut l'épouser. D'abord outré par ce projet, Albertini y voit l'avantage de contrôler un agitateur secret en le prenant pour gendre, et l'invite à dîner ...
Le film développe son côté comédie, avec une séquence musicale à la piscine, lorsque la plantureuse Silvia (Silvana Pampanini) pousse la chansonnette au milieu des beautés en maillot de bain. Une autre séquence humoristique est intégrée dans le spectacle auquel assistent Albertini, sa famille et Roberto. Elle est animée par Buster Keaton, en apprenti boulanger.

## Fiche technique
- Réalisation : Claudio Gora
- Scénario : Edoardo Anton
- Photographie : Leonida Barboni
- Montage : Stefano Canzio
- Producteur : Dario Sabatello
- Sociétés de production : Orso Film et Lambor Films
- Pays de production :  Italie et France
- Langue : italien
- Genre : comédie
- Durée : 90 minutes
- Dates de sortie : 
  - Italie 14 juin 1953
  - France : 9 juillet 1954 (Paris)
  - Belgique : 5 août 1955

## Distribution
- Silvana Pampanini : Silvia
- Robert Lamoureux : Roberto
- Carlo Campanini : Albertini
- Ugo Tognazzi : le directeur
- Pina Renzi : femme d'Albertini
- Nyta Dover
- Giuseppe Porelli
- Nando Bruno
- Bruno Corelli
- Renato Chiantoni
- Nerio Bernardi
- Gianni Agus
- Mario Siletti
- Buster Keaton
- Quartetto Stars
- Annette Poivre
- Raymond Bussières